# Marina Rajčić
Marina Rajčić (født Vukčević) (født 24. august 1993) er en montenegrinsk håndboldspiller, der spiller for ungarske Siófok KC og Montenegros kvindehåndboldlandshold. Hun er gift med Vladimir Rajčić.

## Internationale priser
- All-Star holder som bedste målvogter til Juniorverdensmesterskabet 2010.[5]